# Madam to Nyōbō
Madam to Nyōbō (jap. マダムと女房, Madamu to Nyōbō, dt. „Die Madam und meine Frau“) ist ein japanischer Film aus dem Jahr 1931 von Heinosuke Gosho.
Der Film wird häufig als Japans erster Tonfilm bezeichnet. Zwar war bereits Kenji Mizoguchis Fujiwara Yoshie no Furusato von 1930 vertont, dies jedoch nur teilweise, während Madam to Nyōbō komplett vertont war. Der Erfolg des Werks führte schließlich zum Durchbruch des Tonfilms in Japan.

## Handlung
Ein Schriftsteller will ein neues Drehbuch verfassen. Dabei wird er von seinem lauten Umfeld in seiner Konzentration gestört.

## Kritiken
„The Neighbor’s Wife and Mine ist ein simples, aber witziges Komödien-Vehikel für den furios aufspielenden Stummfilm-Star Atsushi Watanabe, welches es schafft, die Stilelemente des Stummfilms mit denen des Tonfilms auf liebenswerte und verspielte Weise zu verbinden.“